# Waterloo (Illinois)
Waterloo ist County Seat (Verwaltungssitz) des Monroe Countys in Illinois, Vereinigte Staaten. Sie liegt 32 km südöstlich von St. Louis, Missouri im Metro-East genannten östlichen Teil der Metropolregion Greater St. Louis. Das U.S. Census Bureau hat bei der Volkszählung 2020 eine Einwohnerzahl von 11.013 ermittelt.
Der Ort liegt bei 38° 20′ N, 90° 9′ W und hat eine Gemeindefläche von 14,6 km², davon entfallen 0,1 km² oder 0,89 % auf Wasserflächen.

## Geschichte
Die Geschichte von Waterloo reicht bis in die 1780er-Jahre zurück, als Siedler die erste dauerhaften Ansiedlung im gesamten Nordwestterritorium gründeten. Diese Ansiedlung hatte den französischen Namen Bellfontaine nach der Quelle erhalten, die als Rastplatz für Reisende zwischen den französischen Siedlungen Cahokia und Kaskaskia diente. Die Siedlung wuchs und um das Jahr 1800 war die Einwohnerzahl auf 286 gewachsen.
1816 erreichte ein Mann namens Emery Peters Rogers das Gebiet und eröffnete vier Jahre später einen Laden, eine Mühle und einen Steinbruch. Die Umgebung seines Ladens erhielt schon bald den Namen Peterstown.
Im Verlauf bildeten sich zwei Siedlungsteile, Bellfontaine auf der Südseite und Peterstown im Norden eines Creeks, in der sich eine intensive Rivalität zwischen den beiden Teilen entwickelte.
Der Legende nach kam 1818 ein Ire namens Charles Carroll an und zur Verblüffung aller ignorierte er diese Rivalität zwischen Peterstown und Bellfontainer. Mit den Worten „Es wird nicht Bellfontaine sein und es wird nicht Peterstown sein, aber, bei Gott, ich werde euch beiden euer Waterloo bereiten“ baute sein Haus auf der einen Seite des Flüsschens und seinen Stall auf der anderen. Er bezog sich damit auf die Schlacht von Waterloo im Jahre 1815.
In den 1840er-Jahren verzeichnete die Stadt ein deutliches Bevölkerungswachstum, hauptsächlich durch deutschstämmige Einwanderer.
Waterloo wurde als Stadt am 12. Februar 1849 gegründet. Die Gründungsurkunde wurde 1857 und 1859 erweitert. Am 29. August 1888 wurde Waterloo zur Stadt erhoben.
Waterloo wurde County Seat des Monroe Countys im Jahre 1825. Am 1. Dezember 1978 wurde das historische Zentrum als Denkmal anerkannt und in das National Register of Historic Places eingetragen.

## Demographie
Beim United States Census 2000 wurden in Waterloo 7614 Einwohner in 2912 Haushalten und 2076 Familien gezählt. Die Bevölkerungsdichte betrug 527,8 Einwohner/km². Die Zahl der Wohneinheiten war 3015, das entspricht einer Dichte von 209 Wohnungen/km².
Die Einwohner bestanden im Jahre 2000 zu 98,78 % aus Weißen, 0,01 % African American, 0,29 % Native American, 0,33 % Asiaten, 0,17 % stammten von anderen Rassen und 0,42 % von zwei oder mehr Rassen ab. 0,68 % der Bevölkerung gaben beim Census an, Hispanos oder Latinos zu sein.

### Familienstruktur
In 37,2 % der Haushalte lebten Kinder unter 18 Jahren und in 58,3 % der Haushalte lebten verheiratete Paare zusammen, 9,9 % der Haushalte hatten einen weiblichen Haushaltsvorstand ohne anwesenden Ehemann und 28,7 % der Haushalte bildeten keine Familien. 25,5 % aller Haushalte bestanden aus Einzelpersonen und in 12,2 % war jemand im Alter von 65 Jahren oder älter alleinlebend. Die durchschnittliche Haushaltsgröße war 2,53 Personen und die durchschnittliche Familie bestand aus 3,05 Personen.

### Altersstruktur
| Jahre    | Anteil  |
| -------- | ------- |
| unter 18 | 26,10 % |
| 18–24    | 08,10 % |
| 25–44    | 30,40 % |
| 45–64    | 19,30 % |
| über 65  | 16,00 % |

### Einkommensstruktur
Das Durchschnittseinkommen pro Haushalt betrug 46.938 US-$ und das mittlere Familieneinkommen war 57.896 US-$. Die Männer verfügten durchschnittlich über ein Einkommen von 40.892 US-$, gegenüber 24.685 US-$ für Frauen. Das Pro-Kopf-Einkommen belief sich auf 21.081 US-$. Etwa 2,1 % der Familien und 3,8 % der Bevölkerung lebten unterhalb der Armutsgrenze; dies betraf 2,8 % derer unter 18 Jahren und 9,0 % der Altersgruppe 65 Jahre oder älter.

## Städtepartnerschaft
Die Stadt Waterloo hat eine Städtepartnerschaft mit der deutschen Stadt Porta Westfalica; jährlich findet ein „Porta Westfalica Fest“ zu Ehren dieser Partnerschaft statt.